# Brânza Paraguay
Brânza Paraguay (în limba guarani: kesu Paraguái, în spaniolă queso Paraguay=) este o brânză artizanală din lapte de vacă, tipică tradiției gastronomice paraguayene. Acesta este un tip special de brânză, cu o consistență semidură și un gust ușor acid; obținut din coagul (la care se adaugă în general sare) care, fiind fabricat din lapte integral, rezultă într-un tip de brânză semi-albă și foarte nutritivă, cu un termen de valabilitate de aproximativ 45 de zile.